# 贝斯基德山

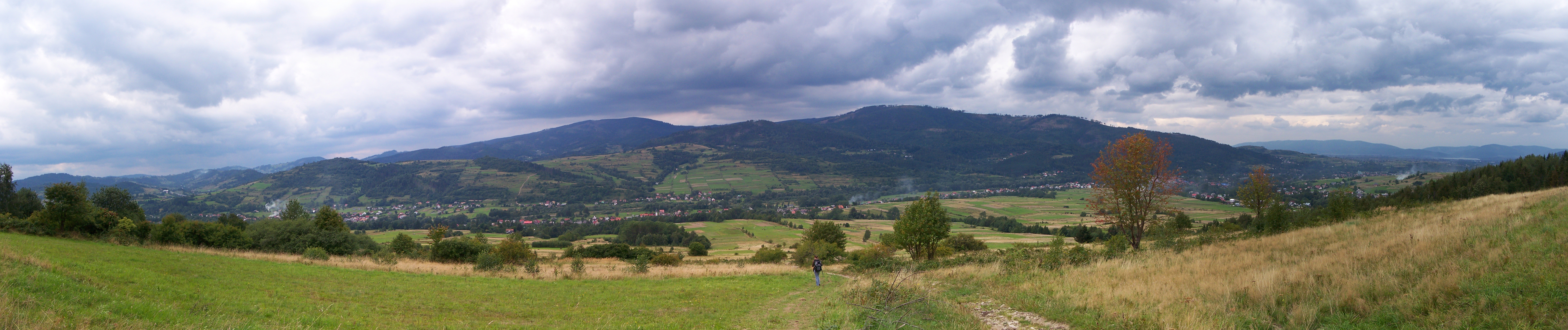
波兰西里西亚省贝斯基德山

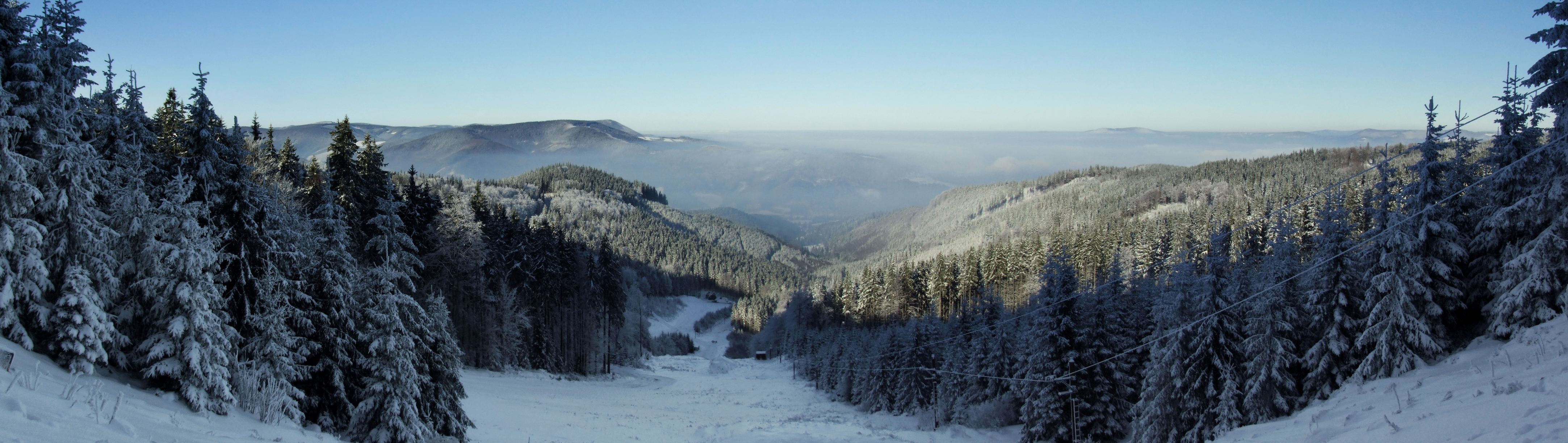
捷克摩拉维亚-西里西亚州贝斯基德山冬景

贝斯基德山，也叫马鞍山（波蘭語：Beskidy、捷克语：、斯洛伐克語：、卢森尼亚语: Бескиды）是捷克东北部、斯洛伐克西北部、波兰南部和乌克兰西部一系列山脉的传统名称。
贝斯基德山绵延600多公里，宽度为50-70公里。它起始于捷克摩拉维亚的摩拉维亚山口，往北延伸到塔特拉山，终点为乌克兰。其东面的边界存在争议：以前的资料为蒂萨河的源头，新的资料为波兰和乌克兰边境的Uzhok山口。其西面最高峰为巴比亚山，位于波兰和斯洛伐克的边界。
贝斯基德山的大部分为西喀尔巴阡山脉的一部分。而小贝斯基德山和位于东面的別什恰迪山脈则属于东喀尔巴阡山脉。
贝斯基德的名称很有可能来自色雷斯语或伊利里亚语。贝斯基德山的森林和煤炭资源丰富。以前该地区蕴含大量铁矿石，捷克在俄斯特拉发和特日內茨建立了钢铁厂。
贝斯基德山有不少旅游景点，包括历史悠久的木教堂和越来越受欢迎的滑雪场。